# Korzus
Korzus é uma banda brasileira de thrash metal.
É formada atualmente por Marcello Pompeu (vocal), Dick Siebert (baixo), Antonio Araújo, Heros Trench (guitarras) e Rodrigo Oliveira (bateria).

## História
O grupo surgiu em meados de 1983. Sua primeira aparição data de outubro daquele ano, quando a formação trazia Marcello Pompeu (vocal), Marcello Nicastro (guitarra), Silvio Golfetti (baixo) e Luiz Maurício S. Oliveira "Brian" (bateria). O primeiro nome provisório da banda foi Hand Of Doom, tirado de uma música da lendária banda Black Sabbath, que seria usado apenas para que participassem do "1.º Encontro Musical do Colégio Costa Braga". Depois, escolheram Korzus, que foi tirado literalmente da porta do armário da casa do baterista Zema, escrita pelo guitarrista Marcos Kekas, da banda Ethan. 
Dois anos depois, já contando com Silvio, Dick e Pompeu, além de Eduardo Toperman (guitarra) e Maurício "Brian" (bateria), fizeram sua estreia fonográfica com as faixas Guerreiros do Metal e Príncipe da Escuridão na coletânea SP Metal 2, lançada pela Baratos Afins.
A música "Guerreiros do Metal" rapidamente tornou-se um hino entre os headbangers da época e serviu para projetar o Korzus no cenário nacional, resultando no lançamento do álbum Korzus ao Vivo (Devil Discos), lançado em 1986.
No ano seguinte, ocorreram as saídas de Toperman e Brian, e a entrada do baterista Zema Paes, formação que gravou o primeiro álbum de estúdio da banda, trabalho este chamado Sonho Maníaco (Devil Discos). Em 1987, após uma série de shows pelo Brasil, aconteceu o suicídio do baterista Zema, que foi um choque para a banda e para a cena do metal nacional. Seu substituto, Roberto Sileci "Betão" foi recrutado ao mesmo tempo em que Silvio passou a dividir as guitarras com Marcello Nicastro. Naquela fase, a banda passou a compor em inglês e em 1989 lançou o álbum Pay For Your Lies (Devil Discos).
Entretanto, o marco definitivo para a banda veio em 1991, com Mass Illusion (Devil Discos), que fez o Korzus realizar inúmeros shows e de onde saiu o primeiro videoclipe, para a música Agony. Em abril de 1992, ocorre a primeira turnê internacional, chamada de Mass Illusion European Tour 92, com datas na França, Itália, Inglaterra e Alemanha. 
Mesmo com a ótima receptividade e mais shows no Brasil, em 1993, o baterista "Betão" é substituído por Ricardo Confessori (Angra, Shaman e Garcia & Garcia), que ficou até o final do ano e cedeu o posto para Fernando Schaefer "Fernandão", na mesma época em que Nicastro (Nica) deixa a banda e segue carreira solo, sendo contratado pela Runaway Records. 
O novo período como quarteto se resumiu a alguns shows, até a chegada de Marcelo Nejen "Soldado". Em 1995, foi lançado KZS, álbum produzido por Steve Evetts (que já produzira trabalhos de grupos como Sepultura, Symphony X, M.O.D., Skid Row, Whiplash e Misfits, entre outras), com destaque para as faixas "Internally" e "Namesake", que renderam videoclipes. 
Em dezembro de 1996, ocorreu a primeira turnê pelos Estados Unidos, com shows ao lado do Biohazard e do S.O.D.. Em 1998, ocorreu mais alterações na formação, com a saída de "Soldado" e Fernandão, substituídos por Heros Trench e Rodrigo Oliveira, respectivamente. Neste ano, foram destaque nacional do festival Monsters Of Rock, que rendeu o lançamento do CD ao vivo, Live At Monsters Of Rock, com músicas ao vivo e bônus de estúdio. O evento contou com a presença das bandas Dorsal Atlântica (RJ), Glenn Hughes, Savatage, Dream Theater, Saxon, Manowar, Megadeth e Slayer.
O álbum seguinte, Ties Of Blood (2004), recolocou a banda no patamar mais alto da cena nacional, com o Korzus fazendo uma extensa turnê de promoção. Este trabalho trazia a participação do vocalista André Matos na faixa "Evil Sight" e do guitarrista Andreas Kisser em algumas faixas.
Em 2006, o Korzus lançou seu primeiro DVD, intitulado Video História, contendo vinte e nove faixas.
Em 2007, Marcelo "Soldado" Nejen foi convidado a substituir temporariamente Silvio Golfetti, que estava em tratamento do braço esquerdo, devido a uma fratura ocorrida anos antes. Quem também o substituiu temporariamente foi André Curci (Threat, Musica Diablo).
Em 2010, após um hiato de seis anos sem nenhuma composição, o Korzus lançou o álbum Discipline of Hate. O trabalho foi lançado mundialmente pela gravadora alemã AFM Records. Inicialmente, o trabalho contém treze faixas, mas nas edições para o Brasil, Estados Unidos, Japão e Europa, foram introduzidas diferentes faixas bônus. 
O ano de 2011 foi bem produtivo pra banda, no mês de fevereiro eles realizaram uma turnê europeia de dezessete shows ao lado do grupo húngaro Ektomorf e ainda em fevereiro foi confirmada a presença da banda no festival Rock in Rio de 2011 ao lado de grandes nomes da música mundial. Também em 2011, a banda contribuiu com uma canção na trilha sonora do documentário Brasil Heavy Metal.
Em abril de 2012, participam do festival Metal Open Air.
Em outubro de 2014 a banda lança o disco Legion, via AFM.
Em 2017, foram listadas pela revista norte-americana Loudwire como uma das 10 melhores bandas da América Latina.
Em outubro de 2018, fazem o show de abertura da banda alemã Accept em Fortaleza.
Em dezembro de 2019 foi lançado o livro Korzus - Guerreiros do Metal, de autoria de Maurício Panzone, abordando a história da banda desde a década de 1980, até os dias atuais.
Em abril de 2021, o lançou a música "You Can't Stop Me", que aborda temas como o bullying e "traz uma mensagem forte sobre a conduta humana".
Em 2024, participam do Summer Breeze Brasil. Em abril, tocam no Abril Pro Rock, ao lado de Leather, Krisiun e Matanza Ritual. Em julho, participam do festival Esquenta Rockfun Fest 2024, ao lado do Suicidal Tendencies.

## Integrantes

### Atuais
- Marcello Pompeu - vocal (1983-hoje) Integrante Fundador
- Dick Siebert - baixo (1984-hoje)
- Rodrigo Oliveira - bateria  (1997-hoje)
- Heros Trench - guitarra (1998-hoje)
- Antonio Araújo - guitarra  (2008-hoje)

### Antigos
- Maurício Brian 	 - bateria (1983-1986) Integrante Fundador
- Paulo Alves 	 - bateria (1986-1987)
- Junior Andrade	 - guitarra (1987)
- Zema Paes	 - bateria(1987-1988)
- Roberto Sileci 	 - bateria (1988-1993)
- Ricardo Confessori 	 - bateria (1993)
- Fernando Schaefer 	 - bateria (1993-1997)
- Silvio Golfetti 	 - guitarra  (1983-2008) Integrante Fundador
- Eduardo Toperman 	 - guitarra (1984-1987)
- Marcello Nicastro 	 - guitarra (1983-1994) Integrante Fundador
- Soldado 	 - guitarra  (1994-1998)

## Discografia

### Estúdio
- 1987 - Sonho Maníaco
- 1989 - Pay for Your Lies
- 1991 - Mass Illusion
- 1995 - KZS
- 2004 - Ties of Blood
- 2010 - Discipline of Hate
- 2014 - Legion

### Singles
- 2021 - You Can't Stop Me

### Ao vivo
- 1986 - Korzus - Ao Vivo
- 2000 - Live at Monsters of Rock

### Coletâneas
- 1985 - Sp Metal 2
- 2011 - Brasil Heavy Metal